# Лордеган
Лордега́н (перс. لردگان‎) — город на юго-западе Ирана, в провинции Чехармехаль и Бахтиария. Административный центр шахрестана Лордеган.
На 2006 год население составляло 22 728 человек; в национальном составе преобладают бахтиары.

## География
Город находится на юге Чехармехаля и Бахтиарии, в горной местности центрального Загроса, на высоте 1 556 метров над уровнем моря.
Лордеган расположен на расстоянии приблизительно 90 километров к югу от Шехре-Корда, административного центра провинции и на расстоянии 460 километров к югу от Тегерана, столицы страны.

## История
Окружающие город холмы (Ghale Afghan, Ghale Goshe, Ghale Geli) имеют антропогенное происхождение и несут в себе цивилизационные слои, самые ранние из которых, относятся к эпохе господства Элама (2500–3000 до н. э.).